# Robin Aspegren
Robin Alexander Aspegren, född 24 mars 1989 i Vetlanda, är en svensk speedwayförare som från 2009 till 2016 körde i elitserien för Elit Vetlanda, och Allsvenskan för Valsarna. 
Han har tidigare kört för Lejonen Speedway. 2006 vann han SM-guld med VMS Elit. 2008 var han med och tog Valsarna till final i elitserien, som emellertid förlorades mot Vargarna. 2009 har Aspegren fått ett stort genombrott, och han har slagit bland andra Niklas Klingberg, Sebastian Ulamek, Janusz Kolodziej och Pawel Hlib. Aspegren har fått dåligt med körtid i Elit Vetlanda, men har matchats flitigt i Valsarna. Han ses numer som en av de stora talangerna i svensk speedway. Aspegren har på grund av snittmässiga skäl skrivits i Valsarna år 2009. Han har 2,06 i snitt i elitserien, och 5,42 i Allsvenskan. När grundserien i Allsvenskan var summerad hade Aspegren höjt sitt snitt från 5,42 till 7,64, vilket kan jämföras med tex. Linus Sundström som kört till sig snittet 7,04.Nu är det 2017 och han har bestämt att han inte kör iår.

## Meriter
2008
- Allsvenskt silver med Valsarna

2007
- Körde fyra matcher med allsvenska mästarna Lejonen.

2006
- SM-guld med VMS Elit

2005
- Reserv i JSM-finalen